# محمد بن أحمد التميمي
أبو عبد الله محمّد بن أحمد بن سعيد الحكيم التميمي المقدسي التُرياقي، (مُرجحٌ إنه توفى عام 370 هـ-980 أو 380 هـ-990 أو 390 هـ-1000)، هو طبيب وصيدلي وعالم نبات عربي. وُلد في القدس وعاش فيها، وفي فترة من الفترات انتقل إلى مصر وسكنها، حتى توفي بالقاهرة. عَمِل كطبيب شخصي لبعض حكام زمانه كان على رأسهم المُعز العُبيدي صاحب الدولة العبيدية، وكان ذا عناية وخبرة بالنبات والتداوي بالأعشاب، ابتكر الكثير من الترياقات والأدوية، وكان خبيراً ومتخصصاً في صنع وتركيب الترياق الفاروق الذي يُعتبر من أهم الأدوية والترياقات في العصور الوسطى، وبسبب هذا لُقِب بالتُرياقي.

## سيرته
ينتسب لقبيلة بني تميم واشتهر بين الناس بهذا اللقب، ولد في بيت المقدس ونشأ فيها، وكان من عائلة توارثت الطب فجده سعيد كان طبيباً شهيراً مثله، ووالده أيضاً كان طبيباً، وهذا دفعه ليدرس هذه الصناعة، وقد طلب العلم في القدس ومُدن أخرى ترحل إليها في سبيل ذلك، وتتلمذ على يد الكثير من الأساتذة وهم؛ راهب نصراني اسمه «أنبا زخريا بن ثوابة»، والحسن بن محمد بن أبي نعيم، ووالده أحمد التميمي، وجده سعيد التميمي الذي أورثه العناية بالنباتات الطبية والاهتمام بتركيب الأدوية، وإبراهيم الكوفي الفلسطيني، وأبو الحسن الصنعاني الإقليدسي، وأبو الفتح المتطبب الذي تتلمذ على يديه التميمي في مراحله الأولى في الطب، وكان يحضر مجالسه الطبية مع غيره، ويسجل ملاحظاته وما يمليه عليهم من شروحاته لكتب جالينوس الطبية، واستفاد منه التميمي في مجال تراكيب الأدوية وطرق تصنيعها.
وقد نبغ بالطب واشتهر بعلمه وحسن علاجه، وكان له غرام وعناية بدراسة النبات وتركيب الأدوية والمعاجين، وبرز في أمور الترياق ضد السموم حتى أجمع الأطباء على تفرده في هذا البيان. وبسبب شهرته دُعي لمدينة الرملة، فجعله الأمير الإخشيدي الحسن بن عبد الله بن طغج حاكم الرملة وغيرها من المدن الساحلية طبيبه الشخصي، وكان الحسن يحبه ويُقرّبه منه. ثم صارت فلسطين بعد سنة 358 هـ-969 جزءاً من الدولة العبيدية، واضطربت أمور فلسطين وأمور الشام بالفتن والحروب، وفي تلك الفترة اجتذبه البلاط العُبيدي فارتحل إلى مصر، وهناك في مصر أصبح من أطباء الطبقة الأولى، وصار الطبيب الشخصي للوزير يعقوب بن كلس وزير المعُز والعزيز حكاما الدولة العبيدية.
بعد استقراره بالديار المصرية، أتُيحت للتميمي فرصة الاجتماع والمحاورة مع أطباءها، والأطباء القادمين من المغرب وغيرها مع المُعز حينما سيطر على مصر، فاختلط بهم وحاضرهم وناظرهم في الطب، وقد تميّز برجاحة العقل وتوخيه الحق والجدية، وكان منصفاً في مذاكرته ومناقشاته، متبعاً في ردوده الحقيقة والمنطق السليم. وعندما كان يعمل في خدمة الحسن بن عبد الله ابتكر وعمل لأجله عدة معاجين، ولخالخ طبية، ودخناً دافعة للوباء. وحينما كان ببيت المقدس ابتكر وصنف وركب ترياقاً سماه «مخلص النُّفُوس»، وقال في وصف هذا الترياق: «هذا ترياق ألفته بالقدس وأحكمت تركيبه مُخْتَصر نَافِع الْفِعْل دافع لضَرَر السمومات القاتلة المشروبة والمصبوبة فِي الْأَبدَان، بِلسع ذَوَات السم من الأفاعي والثعابين وأنواع الْحَيَّات الْمهْلكَة السم، والعقارب الجرارات وغيرها وذوات الْأَرْبَع وَالْأَرْبَعِينَ رجلاً وَمن لدغ الرتيلاء والعظايات مُجرب لَيْسَ لَهُ مثيل»، وساق طريقة صنعه وتركيبه في كتابه «مادة البقاء بإصلاح فساد الهواء والتحرز من ضرر الأوباء». ومن ابتكراته أيضاً صنف وركب في مصر جوارشن سماه «مفتاح السرُور من كل الهموم ومفرح النَّفس» وذكر أيضاً صورة تركيبه وأسماء مفرداته وطريقة صنعه في كتابه مادة البقاء.
وكان مختصاً وخبيراً بترياق أندروماخوس الذي سماه الأطباء العرب الترياق الفاروق أو الترياق الكبير الفاروق، وهو الذي أكمله بما زاد فيه من المفردات والمصنفات، وذلك بإجماع الأطباء بأنه هو الذي أكمله، وله في الترياق الفاروق عدة كتب ألفها فيه ما بين كبير ومتوسط وصغير، وقد لقب بالترياقي نسبة لهذل الترياق. وإضافة إلى ما أبدعه التميمي في الترياقات والدخن الطارد للأوبئة، يُعَد هو أول واضع لمبدأ مصفاة «شامبرلين» لتصفية الماء بالخزف، وذلك بوضع عدة طبقات من الخزف، وأطلق عليها التصفية بالخزف المخلخل، كما ورد في كتابه «مادة البقاء بإصلاح فساد الهواء»، وشرح فيه أسباب العدوى أيضاً. وللتميمي مجهودات كبيرة باستنباط الأودية، ومن الأودية التي استنبطها؛ دواء عام ضد أنواع التسمم، كما أنه أوجد دواء شافياً سائغاً لتسهيل الهضم برفق وفعالية في آن واحد سماه «مفتاح الفرج والتخفيف عن الروح»، كما ساهم التميمي باكتشاف عمليات التقطير والترشيح ووالتصعيد في تحضير كثيرٍ من الأدوية منها لأول مرة كالكحول واللعوق والشراب والعطور والماء المقطر، وكان يستخدم في صنع أدويته عدة أدوات مثل الهاون والمنخل والمطفأ والميزان، وكان يبيع الأدوية الجاهزة ويكتب عليها طريقة الاستعمال، ويُرجع المؤرخون للتميمي ولغيره من العلماء العرب فضل تأسيس وتطوير تصنيع الأدوية.
وقد اشتهر بمعرفته الجيدة بالأدوية النباتية والمعدنية والحيوانية، وأصبحت مؤلفاته مرجعاً لكثير من العلماء الذين جاؤوا من بعده، مثل موسى بن ميمون وعلي بن عبد العظيم الأنصاري وعلي بن رضوان وابن البيطار وشهاب الدين النويري وعبد اللطيف بن يوسف البغدادي، ومن أمثلة ذلك قام علي بن رضوان بتأليف كتاباً يتعلق به عنوانه «تعليق من كتاب التميمي في الأغذية والأدوية». وعبد اللطيف بن يوسف البغدادي أيضاً ألف كتاباً مختصراً لأحد كتب التميمي عنوانه «اختصار في مادة البقاء للتميمي»، أما ابن البيطار فقد نقل من كتاب المرشد للتميمي في كتابه الجامع لمفردات الأدوية والأغذية حوالي 70 مرة. كذلك يُعتبر التميمي من أكبر العلماء الذين عرفتهم فلسطين عبر العصور وأغرزهم إنتاجاً وعلماً، وامتدت شهرته كعالم في الطب والصيدلة بحيث شملت العالم الإسلامي بأكمله في زمنه. ويعد التميمي أول عالم عربي ومسلم وضع كتاباً كاملاً عن التلوث وأسبابه وآثاره على الإنسان، والأمراض الناتجة عنه وكيفية الوقاية منه ومن الأمراض قبل حدوثها ومعالجتها بعد حدوثها.
ومما قاله العلماء في التميمي؛ ذكر عنه ابن أبي أصيبعة: «له معرفة جيدة بالنبات وماهياته والكلام فيه، وكان متميزاً أيضًا في أعمال صناعة الطب والإطلاع على دقائقها، وله خبرة فاضلة في تركيب المعاجين والأدوية المفردة، واستقصى معرفة أدوية الترياق الكبير الفاروق وتركيبه، وركب منه شيئاً كثيراً على أتم ما يكون من حسن الصنعة»، وقال فيه جمال الدين القفطي: «كان من البيت المقدس وقرأ علم الطب بها وبغيرها من المدن التي ارتحل إليها، واستفاد من هذا الشأن جزأ متوفراً وأحكم ما علمه منه غاية الإحكام، وكان له غرام وعناية تامة في تركيب الأدوية وعنده غوص على أمور هذا النوع، واستغراق في طلب غوامضه وهو الذي أكمل الترياق الفاروق بما زاده فيه من المفردات وذلك بإجماع الأطباء...وكان متصفاً في مذكراته غير راد على أحد إلا بطريق الحقيقة»، وقال فيه شهاب الدين أحمد بن فضل الله العمري: «جادة إحسان، ومادة بقاء الإنسان، عرف الأدوية لطول ما ألفها، وركب مفرداتها وألفها، وجناها من رؤوس الشجر ومما يعرشون، ويبسطون من الأرض ويفرشون، إلى إتقان لقواعد الطب وأصوله، وعوائد المستطب في العام وفصوله، حتى إنه إليه المرجع وعليه الاعتماد في كل دواء ينجع». وقال عنه صلاح الدين الصفدي: «له معرفة جيدة بالنبات وماهيته وكان متميزاً في الطب والإطلاع على دقايقها، وله خبرة فاضلة في تركيب المعاجين والأدوية المفردة، واستقصى معرفة الدرياق الكبير الفاروق وركب منه شيئاً كثيراً على أتم ما يكون». وقد اخُتلف في سنة وفاة التميمي ما بين عام 370 هـ-980 أو 380 هـ-990 أو 390 هـ-1000.
له الكثير من الكتب والتصانيف ما بين طب ونبات وبيئة، وهي:
- الفاحص والأخبار أو الفحص والأخبار
- امتزاج الأرواح
- حبيب العروس وريحان النفوس في الطب
- مقالة في ماهية الرمد وأنواعه وأسبابه وعلاجه
- كشف السر المصون والعلم المكنون في شرح خواص القرآن
- منافع خواص القرآن العزيز
- خواص القرآن
- كتاب الترياق
- كتاب في الترياق، وفي هذا الكتاب شرح منافع الترياق الفاروق واستوعب فيه تكميل أدويته.
- مختصر في الترياق
- رسالة في صنعة الترياق الفاروق والتنبيه على ما يغلط فيه من أدويته ونعت أشجاره الصحيحة وأوقات جمعه وكيفية عجنه وذكر منافعه وتجربته، رسالة عن الترياق الفاروق أرسلها لابنه علي يخبره فيها عن كيفية صنعه.
- المرشد إلى جواهر الأغذية وقوى المفردات في الأدوية، وهو من أثمن كتبه وليس له نسخ كاملة ولكن توجد أجزاء منه محفوظة في المكتبة الوطنية الفرنسية، وقطعة منه في مكتبة بطرسبرغ، وجزء آخر في المكتبة البريطانية.
- مادة البقاء لإصلاح فساد الهواء والتحرز من ضرر الأوباء، كتبه عام 370 هـ-980 في مصر، ويعتبر أول كتاب عربي عن البيئة، وهو أكبر الكتب حجماً لموضوع تلوث البيئة في التراث العربي، كذلك يعتبر موسوعة في الطب الوقائي وحماية البيئة، وقد أهدى التميمي هذا الكتاب ليعقوب بن كلس، وهو أشهر كتبه.

## وصلات خارجية
- «مادة البقاء» أقدم كتاب يعالج تلوث البيئة العربية - صحيفة الحياة
- من روائع الحضارة العربية والاسلامية - صحيفة اليوم